# ویلیام ای. تریمبل
ویلیام ای. تریمبل (به انگلیسی: William Allen Trimble) سناتور سابق عضو حزب دموکرات-جمهوری‌خواه بود. وی در سال ۱۸۱۹ تا ۱۸۲۱ میلادی سناتور ایالت اوهایو در سنای ایالات متحده آمریکا بود.